# Platycheirus caesius
Platycheirus caesius är en tvåvingeart som beskrevs av Nielsen och Stuke 2004. Platycheirus caesius ingår i släktet fotblomflugor, och familjen blomflugor. Inga underarter finns listade i Catalogue of Life.